# سلام (اسم)
سلام هو اسم علم مذكر من أصل عربي، ومعناه هو على صيغة المبالغة لمن يكثر من السلام على الآخرين.

## وصلات خارجية
- موسوعة السلطان قابوس لأسماء العرب نسخة محفوظة 5 أبريل 2019 على موقع واي باك مشين.